# Anilocra australis
Anilocra australis es una especie de crustáceo isópodo marino del género Anilocra, familia Cymothoidae.
Fue descrita científicamente por Schioedte & Meinert en 1881.

## Distribución
Esta especie se encuentra en la parte central del Indo-Pacífico y Nueva Caledonia.